# 顧命八大臣
顧命八大臣是清咸丰辛酉年七月（1861年8月），咸丰帝病死于热河承德避暑山莊行宮（在今河北省承德市），遗诏三名御前大臣和五名军机大臣（怡親王载垣、鄭親王端华、戶部尚書肃顺、額駙景寿、兵部尚書穆荫、吏部左侍郎匡源、禮部右侍郎杜翰、太僕寺卿焦祐瀛）“辅弼皇太子同治帝载淳为帝，总摄朝政。”这八个人被稱作「赞襄政务八大臣」、「赞襄政务王大臣」，俗称顾命八大臣，其中又以肃顺為首，八人均約45歲。
不久，東太后慈安（25歲）、西太后慈禧（26歲）、恭親王奕訢（28歲）等隨即發動了辛酉政变（又稱祺祥之變），剷除顧命八大臣勢力，八大臣非死即貶。

## 成员列表
此八人，可分為兩個體系，即皇親國戚：载垣、端华、肃顺、景寿等四人，和軍機大臣：穆荫、匡源、杜翰、焦祐瀛等四人。

### 载垣
載垣（1816年10月16日－1861年11月8日），怡親王，姓愛新覺羅，是怡親王胤祥的五世孫，道光五年继承怡親王爵位。曾任御前大臣行走。咸豐年間，历任左宗正、宗人令、領侍衛內大臣等官职。咸丰十年，会同兵部尚書穆蔭到通州替代桂良，與英国、法国議和，談判破裂，拘禁巴夏禮等英法议和使团39人。英法聯軍進逼北京，載垣跟随咸豐帝逃往熱河。咸丰十一年，咸豐帝病死，他與端華、肅順等八人受顧命為贊襄政務大臣。祺祥之變後，載垣在北京被捕，賜自縊。

### 端华
端華（1807年－1861年），鄭親王，姓愛新覺羅，鑲藍旗人，大清開國功臣努爾哈赤的同母弟舒爾哈齊（也译作舒爾哈赤或速爾哈齊，1564年－1611年）的第六子、鄭親王濟爾哈朗的七世孫，烏爾恭阿的第三子，咸丰帝遺命之顧命八大臣之一，祺祥之變後，賜死，爵位被革。

### 肃顺
肃顺（1816年11月26日－1861年11月8日），姓愛新覺羅，协办大学士户部尚书，清朝重臣。字雨亭，镶蓝旗人，郑亲王乌尔恭阿的第六子，庶出，母亲是回族人，他的异母兄端华继承郑亲王爵位。顾命八大臣之一，祺祥之變後，斩首于燕都菜市口。

### 景寿
景寿（1829年－1889年），姓富察氏，滿洲鑲黃旗人。一等公、工部尚书博启图的儿子。道光二十四年赐头品顶戴，在上书房读书，道光二十五年迎娶道光帝第六女寿恩固伦公主为妻，后继承一等诚嘉毅勇公的封爵。咸丰五年七月授官“蒙古都统”，六年正月授官“御前大臣”，赐用紫缰，不久升为“领侍卫内大臣”。顾命八大臣之一。祺祥之變後，被罢免，但是仍然保留公爵及额驸品级。同治元年二月重新出任蒙古都统，三月重新授予御前大臣的官职。同治三年七月重新赐紫缰，十月重新被授予领侍卫内大臣的官职，十三年十二月任命他管理神机营的事务。光绪十五年六月去世，谥号端勤。是顾命八大臣中下场最好的一个。

### 穆荫
穆蔭（？－1872年），姓托和絡氏，字清軒，满洲正白旗人。1860年為通史欽差大臣，因與英法聯軍和談失敗，被撤職，隨咸豐逃往熱河行宮。祺祥之變後，穆蔭以「在軍機大臣上行走最久，班次在前，情節尤重」的罪名，被撤銷職務，發往新疆軍臺效力贖罪。同治三年，他足額捐贖，獲准釋放回家，此後在家中去世。

### 匡源
匡源（1815年－1881年），字本如，号鹤泉，山东胶州人。道光进士，历任皇子奕詝經學老师，兵部右侍郎，吏部左侍郎代理礼部尚书，军机大臣，赐紫禁城骑马，赞襄政务大臣，祺祥之變後，被罢免。

### 杜翰
杜翰（1806年－1866年），字鴻舉，號繼園，山東濱縣（今濱城區）人，皇帝老师杜受田的長子。道光二十四年進士，獲选为庶吉士，授官翰林院檢討。咸豐三年，升迁為工部侍郎，在軍機大臣上行走，辦理京城巡防事宜，颇受皇帝信赖。同治顧命八大臣之一，祺祥之變後，杜翰被革職，發配新疆，后来獲赦免，從此閉門不出。死于同治五年。

### 焦祐瀛
焦祐瀛（1814年－1887年），字桂樵，天津人。咸丰朝历任内阁中书，军机章京，光禄寺卿，军机大臣上学习行走，太仆寺卿。咸丰皇帝的诏书，多为其草拟。祺祥之變後，被免职。

## 文藝創作
- 電影《火烧圆明园》、《垂帘听政》、《慈禧秘密生活》於劇中有介紹顧命八大臣。